# Tommaso Maria Napoli
Tommaso Maria Napoli (* 16. April 1659 in Palermo; † 12. Juni 1725 ebenda) war ein Architekt, Mathematiker und Dominikaner auf Sizilien.

## Leben und Werk
Napoli war der Sohn eines Silberschmieds in Palermo. In jungen Jahren (1676) trat er dem Dominikanerorden in Palermo bei. Während seines Noviziats erhielt er seine architektonische Ausbildung vom Architekten und Dominikanerpater Andrea Cirrincione im palermitanischen Konvent seines Ordens. Seine Mitarbeit an der Fassade der Kirche San Domenico in Palermo ist belegt. Eine zusätzliche Ausbildung genoss er in Rom, wo er seine Schrift „Utriusque Architecturae Compendium“  (1688) dem bedeutenden Architekten Carlo Fontana widmete.
In der Folgezeit unternahm er zahlreiche Reisen nach Neapel, Ragusa, Rom Ungarn und Wien, wo er für den kaiserlichen Hof arbeitete.
Von 1689 bis 1700 wurde er zum offiziellen Architekten der Republik Ragusa (heute Dubrovnik) ernannt, um den Wiederaufbau der durch das schwere Erdbeben von 1667 zerstörten Stadt zu leiten. Er war dort an der Planung des Neubaus der Kathedrale beteiligt und entwarf 1691/92 die Kapelle des Rektorenpalastes.
Gegen 1711 war er wieder in Palermo, wo er zunächst als Militärarchitekt der Stadt und später als königlich sizilianischer Architekt tätig war. Von seinen Reisen brachte er, neben dem römisch-barocken Stil von Carlo Fontana, das Verständnis für die Architektur des Österreichers Johann Bernhard Fischer von Erlach nach Sizilien.

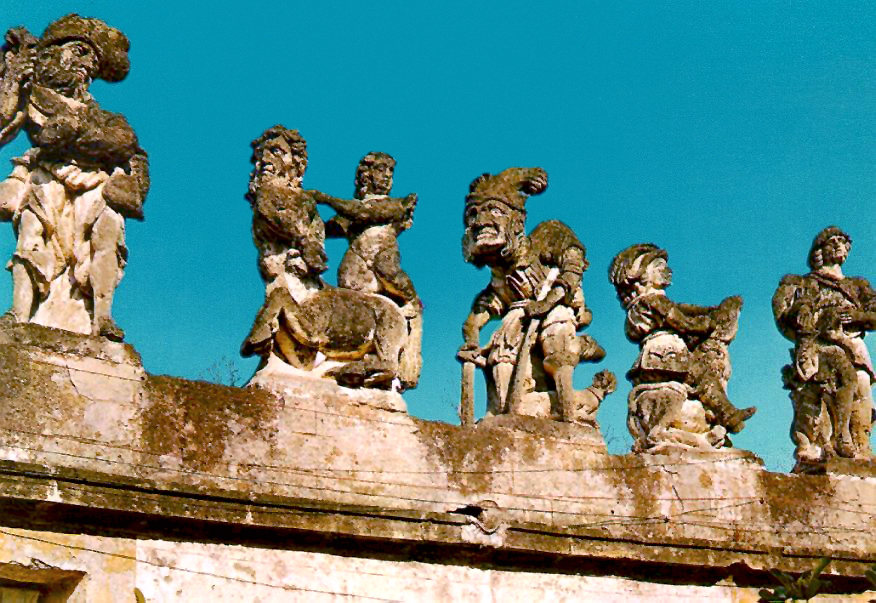
Villa Palagonia („dei Mostri“) in Bagheria

Ab 1712 baute er für Maria Anna del Bosco die Villa Valguarnera und ab 1714 für den Príncipe de Palagonia, Ferdinando Francesco Gravina die Villa Palagonia, beide in Bagheria. Wegen ihres ungewöhnlichen Skulpturenschmuckes wird die Villa Palagonia auch „Villa dei Mostri“ (Villa der Monster) genannt.
1722 entstand er Entwurf für die palermitanische Piazza San Domenico mit der Mariensäule, die 1725 in Abänderung von Napolis ursprünglichem Plan von Giovanni Biagio Amico vollendet wurde. Etwa zur gleichen Zeit lieferte er Entwürfe für die Prozessionsterrasse des (heute nicht mehr vorhandenen) Nonnenkloster „Sette Angeli“ in Palermo.

## Schriften
- Utriusque Architecturae Compendium in duos libros. Giovanni Battista Molo, Rom 1688.
- Breve ristretto dell’architettura militare e fortificazione offensiva e difensiva. Palermo 1723.